# Schistochila lamellata
Schistochila lamellata là một loài rêu tản trong họ Schistochilaceae. Loài này được (Hook.) Dumort. miêu tả khoa học lần đầu tiên năm 1835.